# Effectifs de la Coupe du monde de basket-ball masculin 2023
La Coupe du monde masculine de basket-ball 2023 comprend des équipes composées de 12 joueurs; une équipe ne peut choisir d'avoir qu'un seul joueur naturalisé selon les règles d'éligibilité de la FIBA,.
L'âge et le club sont ceux au début du tournoi, le 25 août 2023.

## Groupe A

### Angola
Une liste de 23 joueurs a été annoncée le 26 mai.

### République Dominicaine
Une liste de 30 joueurs a été annoncée le 27 juillet,.

### Italie
Une liste de 16 joueurs a été annoncée le 19 juillet. Paolo Banchero, élu NBA Rookie of the Year de la saison 2022-23 de nationalité italienne décide finalement de s'engager avec la sélection américaine.

### Philippines
Une liste de 21 joueurs a été annoncée le 6 juin.

## Groupe B

### Chine
Une liste de 18 joueurs a été annoncée le 13 juin. Le 24 juillet 2023, la Fédération de Chine de basket-ball a annoncé que l'ailier des Timberwolves du Minnesota, Kyle Anderson était devenu citoyen chinois sous le nom de Li Kai'er et qu'il jouerait donc pour le pays lors de cette coupe du monde.

### Serbie
Une liste de 20 joueurs a été annoncée le 24 juillet. Nikola Jokić, nouveau champion NBA et MVP des finales, ne figure pas dans la liste lui qui a indiqué à se fédération qu'il avait besoin de repos.

## Groupe C

### Grèce
Une liste de 22 joueurs a été annoncée le 20 juillet.

### Nouvelle-Zélande
Une liste de 21 joueurs a été annoncée le 29 juin.

### États-Unis
La liste a été annoncée le 6 juillet.

## Groupe D

### Lituanie
Une liste de 33 joueurs a été annoncée le 12 juillet. La liste a été réduite à 15 le 25 juillet.

### Mexique
Une liste de 20 joueurs a été annoncée le 13 juillet.

### Monténégro
Une liste de 24 joueurs a été annoncée le 12 juin.

## Groupe E

### Australie
Une liste de 18 joueurs a été annoncée le 8 mai.

### Allemagne
Une liste de 18 joueurs a été annoncée le 12 juin.

### Japon
Une liste de 25 joueurs a été annoncée le 19 juin.

## Groupe F

### Géorgie
Une liste de 18 joueurs a été annoncée le 12 juillet.

### Slovénie
Une liste de 20 joueurs a été annoncée le 3 juillet.

### Venezuela
Une liste de 21 joueurs a été annoncée le 18 juillet.

## Groupe G

### Brésil
Une liste de 25 joueurs a été annoncée le 21 juin.

### Iran
Une liste de 27 joueurs a été annoncée le 9 juin.

### Côte d'Ivoire
Une liste de 31 joueurs a été annoncée le 15 juin.

### Espagne
Une liste de 16 joueurs a été annoncée le 5 juillet,.

## Groupe H

### Canada
Une liste de 18 joueurs a été annoncée le 13 juillet.

### France
La liste a été annoncée le 28 juin.
Une liste de 5 joueurs supplémentaires a été annoncée par l'Équipe de France comme "partenaires d'entraînements".

### Lettonie
Une liste de 12 joueurs a été annoncée le 23 août.

### Liban
Une liste de 16 joueurs a été annoncée le 21 juillet.